# تغییرها (ترانه دیوید بویی)
«تغییرها» (انگلیسی: Changes) ترانه‌ای از دیوید بویی، موسیقی‌دان انگلیسی است که در آلبوم سال ۱۹۷۱ او رضایتمندانه قرار دارد. آرسی‌ای رکوردز در آن زمان این ترانه را به‌عنوان تک‌آهنگی از آلبوم در ۷ ژانویهٔ ۱۹۷۲ منتشر کرد. «تغییرها» پس از برگزاری تور تبلیغاتی بویی در آمریکا، در اوایل سال ۱۹۷۱ نوشته شد و بین ژوئن و ژوئیه همان سال در استودیو ترایدنت لندن ضبط شد. این ترانه مشترکاً به‌دست بویی و کن اسکات تهیه شد.
بویی در این مقطع از فعالیتش، سبک‌های موسیقی متعددی را تجربه کرده بود که همهٔ آن‌ها نتوانستند او را به شهرت برسانند. متن «تغییرها» بازتابِ این موضوع است؛ بخش نخست متن ترانه بر ماهیت وسواسی بازآفرینی سبک هنری و دوری‌گزینی خود از جریان اصلی راک تمرکز دارد. بخش دوم به درگیری بین کودکان و والدینشان می‌پردازد و بویی از آن‌ها می‌خواهد که به فرزندانشان اجازه دهند در دوران نوجوانی بهترین خودشان باشند، مسئله‌ای که بویی قبلاً دربارهٔ آن صحبت کرده بود. از نظر موسیقایی، «تغییرها» ترانه‌ای آرت پاپ است که ریف پیانوی منحصر به فردی دارد.
این ترانه در فهرست رولینگ استون از ۵۰۰ ترانه برتر تمام اعصار رتبه ۱۲۸ را دارد. این یکی از چهار ترانه بویی است که در ۵۰۰ ترانه تالار مشاهیر راک اند رول گنجانده شده است. همچنین در سال ۲۰۱۶ به تالار مشاهیر گرمی راه یافت.
این ترانه در ۱۵ ژانویه ۲۰۱۶ پس از مرگ بویی در شماره ۴۹ جدول تک‌آهنگ‌های بریتانیا قرار گرفت.